# Тимергазин, Кадыр Рахимович

Бюст в деревне Аминева Кунашакского района, Челябинской области.

Мемориальная доска, г. Уфа, ул. Коммунистическая, 75.

Кадыр Рахимович Тимергазин (баш. Ҡадыр Рәхим улы Тимерғазин; 5 февраля 1913, Акчувашева, Пермская губерния — 4 апреля 1963, Москва) — советский государственный деятель, геолог-нефтяник. Председатель Верховного Совета Башкирской АССР. Участник Великой Отечественной войны, капитан юстиции. Доктор геолого-минералогических наук (1958). Заслуженный деятель науки и техники РСФСР (1957).
Первый доктор наук и профессор по геолого-минералогическим наукам из башкир.

## Биография
Кадыр Тимергазин родился 5 февраля 1913 года в бедной крестьянской семье в деревне Акчувашевой Аминевской волости Шадринского уезда Пермской губернии, ныне деревня Чебакуль входит в Саринское сельское поселение Кунашакского района Челябинской области. Башкир. Был девятым (и последним) ребёнком в семье.
В 1922–1926 годах работал пастухом в сельской общине, в 1926–1927 годах работал батраком в хозяйстве кулака в деревне Аминева. Окончив начальную школу, летом 1927 года летом Кадыр со своим другом, даже не сообщив родителям, ушли от кулака, на которого работали, и поступили в Аргаяшскую башкирскую семилетнею школу-интернат второй ступени. Тимергазин, как лучший выпускник был направлен в Уфу на курсы при рабфаке имени Б. Нуриманова для подготовки в вуз. После их окончания, в 1930 году он получил разверстку Башнаркомпроса и сдал документы в Казанский государственный университет им. В.И. Ульянова–Ленина. Прибыв в Казань, он узнал, что не принят из-за позднего поступления его документов. Он обратился в партком университета и уговорил секретаря парткома Базаревича принять его на животноводческое отделение геологическо-биологического факультета, затем был переведён на геологический факультет, который окончил в 1935 году. За дипломную работу на тему «К изучению золоторудных кварцевых жил Веркинского участка Саралинского золоторудного района» был награжден Почётной грамотой Казанского госуниверситета им. В.И. Ульянова–Ленина и получил 200 рублей.
В марте 1935 года вступил в ВЛКСМ.
Два года после окончания работал геологом в лаборатории экспериментально-промысловой геологии и петрографом петрографического кабинета Центральной научно-исследовательской лаборатории (ЦНИЛ) Башнефтекомбината.
1937—1941 год — начальник геологического кабинета ЦНИЛ объединения «Башнефть».
В 1940 году вступил в ВКП(б), в 1952 году партия переименована в КПСС.
В июле 1941 года призван в Рабоче-крестьянскую Красную Армию Ждановским РВК города Уфы. Сначала служил в должности командира артиллерийского взвода на Забайкальском фронте в Монгольской Народной Республике. В мае 1942 года был направлен в 2-х годичные курсы Военно-юридической академии РККА в г. Ашхабад. С осени 1943 года продолжил службу в качестве военного следователя резерва Военной прокуратуры Северо-западного фронта.
С начала марта 1944 года — военный следователь военной прокуратуры 397-й стрелковой дивизии 1-го Белорусского фронта. Участвовал в освобождении Белоруссии, Прибалтики, Польши, Восточной Германии, в штурме Берлина, во встрече на Эльбе. Находясь непосредственно в боевых подразделениях своевременно и быстро расследовал дела на членовредителей, трусов и лиц, уклоняющихся от участия в боях, занимающихся незаконным изъятием (кражей, грабежом) имущества гражданских лиц, преступно-аморальные явления. По завершении расследования дела рассматривал суд военного трибунала. Помогал командованию в наведении порядка и железной дисциплины путём проведения разъяснительной работы. С июля 1945 по февраль 1946 годах — военный следователь Уфимского гарнизона. Награждён орденами и медалями, благодарностями Верховного Главнокомандующего.
1946—1947 — директор Центральной научно-исследовательской лаборатории объединения «Башнефть», на базе которого с участием Центральной лаборатории Уфимского нефтеперерабатывающего завода создается УфНИИ (Уфимский нефтяной научно-исследовательский институт). В эти годы он параллельно учился на философском факультете вечернего университета марксизма-ленинизма при Уфимском горкоме ВКП(б).
1947—1950 — заведующий лабораторией литологии и геохимии Уфимского научно-исследовательского нефтяного института.
1949 защитил кандидатскую диссертацию на тему «Терригенные отложения девона Бавлинско-Туймазинского нефтеносного района».
1950—1951 — начальник геологического отделения Уфимского научно-исследовательского нефтяного института.
1951—1953 — директор Горно-геологического института Башкирского филиала Академии наук СССР.
Затем — заведующий лабораторией геологии нефти и газа Горно-геологического института, ныне Институт Геологии Уфимского Научного Центра РАН .
В 1958 году защитил диссертацию «Додевонские образования Западной Башкирии и перспективы их нефтегазоносности» на соискание степени доктора геолого-минералогических наук.
1959—1963 — депутат и председатель Верховного Совета Башкирской АССР.
С 1960 года — профессор.
1963 год — депутат Верховного Совета РСФСР.
Кадыр Рахимович Тимергазин умер 4 апреля 1963 года в городе Москве от полученного на фронте окопного нефрита. Похоронен в Уфе.

## Научные достижения
Одним из первых дал описание литологии, коллекторских свойств карбона, пород Ишимбайского месторождения, характеристику уфимских красноцветных отложений Нугушского разреза западного склона Южного Урала. Провел комплексное изучение в Туймазинском районе пермских каменноугольных и девонских отложений. Результаты этих работ оказали влияние на повышение эффективности поисково-разведочных работ на нефтяных и газовых месторождених, что вывело Башкирию на первое место по добыче нефти в СССР. Им рекомендовано бурение скважин на площади развития терригенной толщи девона. Принял участие в открытии Туймазинского, Бавлинского, Шкаповского, Серафимовского месторождений нефти. Автор 70 научных работ.

## Награды
- Орден Отечественной войны II степени, 30 апреля 1945 года[8]
- Орден Красной Звезды, 29 декабря 1944 года[9]
- Орден «Знак Почёта», дважды, 1948 год и 1957 год,
- Медаль «За трудовую доблесть», 1951 год
- Медаль «За победу над Германией в Великой Отечественной войне 1941—1945 гг.»,
- Медаль «За взятие Берлина»,
- Медаль «За освобождение Варшавы»,
- Заслуженный деятель науки и техники РСФСР, 6 июня 1957 года, за большой вклад в развитие геологической науки.

## Память
- Улица Кадыра Тимергазина в селе Нагаево городского округа город Уфа Республики Башкортостан.
- Бюст, установлен у здания средней школы в деревне Аминева Кунашакского района Челябинкской области, где он учился. Скульптор И. И. Юнусов — 55°42′15″ с. ш. 61°23′29″ в. д.HGЯO
- Мемориальная доска на доме, где он жил, город Уфа, ул. Коммунистическая, 75 — 54°43′28″ с. ш. 55°57′25″ в. д.HGЯO
- Академия наук Республики Башкортостан учредила премию имени профессора К. Тимергазина в области науки о Земле и геологии.
- АН Республики Башкортостан проводятся Тимергазинские чтения с 2003 года.

## Семья
Дочь Ая и сын Камиль — геологи.

## Книги
- Тимергазин К. Р. Очерки по истории башкирской нефти. Уфа: Башгосиздат, 1956
- Тимергазин К. Р. Додевонские образования западной Башкирии и перспективы их нефтегазоносности. — Уфа: Горно-геол. ин-т БФАН СССР, 1959. 331 с.
- Стратиграфическая схема досреднедевонских отложений Волго-Уральской нефтяной провинции: проект унифицированной схемы, под ред. К. Р. Тимергазина, Уфа: Изд. БФАН СССР, 1959, 21 c.
- Тимергазин К. Р. Башкирская нефть, история и перспективы её развития. — Уфа: Башкнигоиздат, 1959, 111 с. (на башк. языке)
- Древние отложения Западной Башкирии, отв. редактор К. Р. Тимергазин, Мск.: Изд. АН СССР, 1960, 119 с.
- Тимергазин К. Р. Избранные труды. Книга 1: «Терригенные отложения девона Бавлинско-Туймазинского нефтеносного района». — Уфа: Гилем, 2000. 184 c. ISBN 5-7501-0188-6
- Тимергазин К. Р. Избранные труды. Книга 2. «Додевонские образования Западной Башкирии и перспективы их нефтегазоносности».- Уфа: Гилем, 2006